# كفتة إسلامة
كُفتة إسلامة أو إسلامة كفتة هو طبق تقليدي نشأ في آدابازاري عاصمة مقاطعة صقارية في تُركِيََة.
تُقدّم مع شرائح الخبز وعصير العنب غير المخمر. تُغمس شرائح الخبز في مرق اللحم وتُشوى مع كرات اللحم. يرافق الطبق شرائح الطماطم والفلفل الأخضر الحار ويمكن تناول البياز معه.
إسلامة كفتة هو طبق شعبي في تُركِيََة.